# Ga Mỹ Trạch
Ga Mỹ Trạch là một nhà ga xe lửa tại huyện Lệ Thủy, tỉnh Quảng Bình. Nhà ga là một điểm trên tuyến đường sắt Bắc Nam tiếp nối sau ga Phú Hòa và trước ga Thượng Lâm.